# Martin Popov
Pour les articles homonymes, voir Popov.
Martin Popov, né le 9 juin 1999,, est un coureur cycliste bulgare.

## Biographie
Au cours de sa carrière, Martin Popov est devenu champion de Bulgarie espoir du contre-la-montre en 2020. Il a aussi terminé quatrième du championnat des Balkans en 2018. Également actif sur piste, il est sacré champion national de poursuite individuelle en 2021, ou encore champion de Bulgarie de poursuite par équipes et de course aux points en 2023. Il établit par ailleurs un nouveau record national de l'heure en 2024. 

## Palmarès sur route

### Par année
- 2020
  -  Champion de Bulgarie du contre-la-montre espoirs
- 2021
  - 3e du championnat de Bulgarie du contre-la-montre espoirs
- 2025
  - 3e du championnat de Bulgarie du contre-la-montre

### Classements mondiaux
| Année           | 2020 | 2021 | 2022 | 2023 | 2024   |
| --------------- | ---- | ---- | ---- | ---- | ------ |
| UCI Europe Tour | 930e |      |      |      | 1 493e |

## Palmarès sur piste

### Championnats nationaux
- 2021
  -  Champion de Bulgarie de poursuite
  - 3e du championnat de Bulgarie de poursuite par équipes
- 2023
  -  Champion de Bulgarie de poursuite par équipes (avec Ventsislav Venkov, Alexander Popov et Borislav Palashev)
  -  Champion de Bulgarie de course aux points
  - 2e du championnat de Bulgarie de l'américaine